# Skambonidai

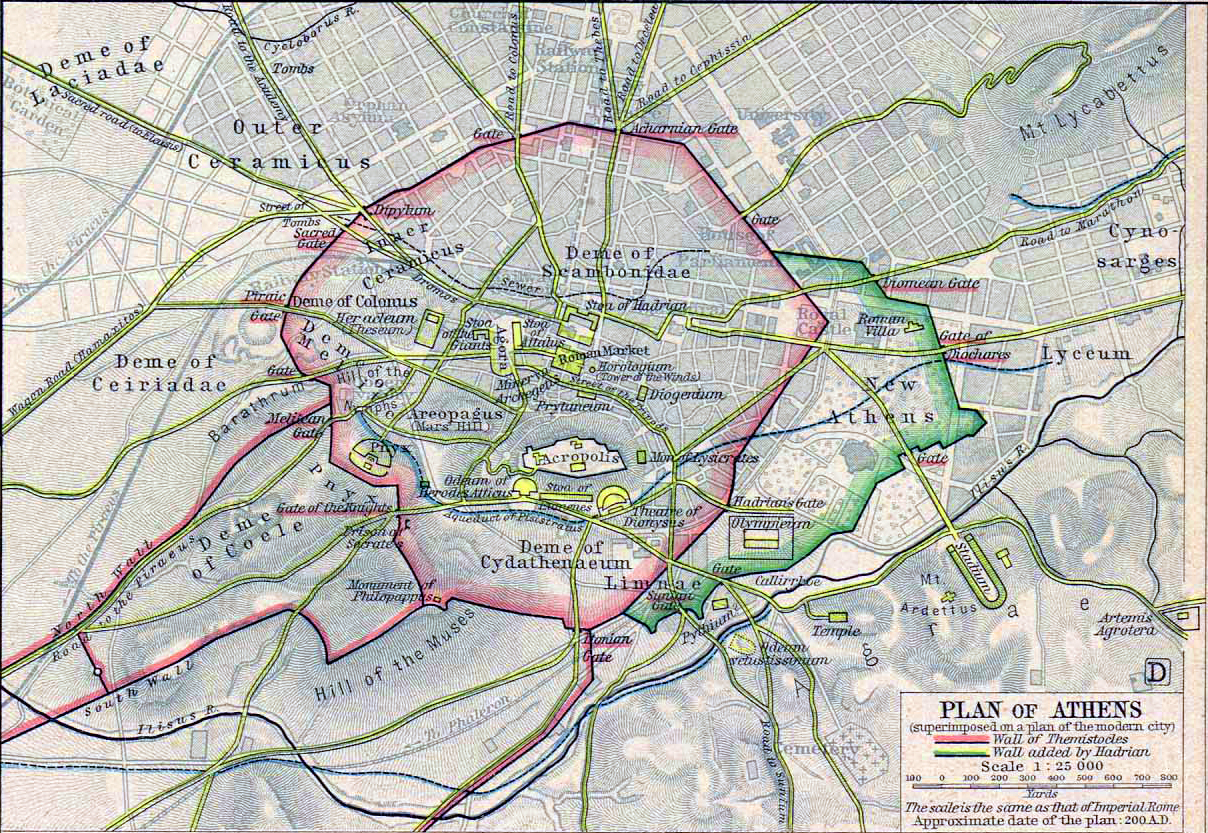
Athen um 200, Skombonidai innerhalb der Mauer des Themistokles. Karte von William Robert Shepherd.

Skambonidai (altgriechisch Σκαμβωνίδαι) war ein attischer Asty-Demos (Stadt-Demos) der kleisthenischen Phyle Leontis, nach 126/127 war sie Teil der nachkleisthenischen Phyle Hadrianis.
Er lag im nordwestlichen Teil der Stadt Athen, von ihm wurden drei Vertreter in die athenische Bule entsandt. Aus Skambonidai ist inschriftlich ein Kultgesetz von ca. 460 v. Chr. erhalten, aus dem hervorgeht, dass es einen Demarchen (Vorsteher des Demos) gab, dessen Amtszeit hinterher einer Prüfung unterzogen wurde (Euthynai). Weiters geht daraus hervor, dass es zu diesem Zeitpunkt bereits Metöken gab, sowie die Existenz einer eigenen Agora des Demos. Skambonidai stiftete das Tieropfer für das gesamtathenische Fest Synoikia zu Ehren der Athena und beging das Fest Epizephyra. Es nahm auch Anteil an den Festen Dipolieia und Panathenaia.